# Парраль (Чіуауа)
Ідальго-дель-Парраль — місто та муніципальний центр на півночі Мексики, у південній частині штату Чіуауа, приблизно за 220 км від столиці Чіуауа, біля підніжжя гір Сьєрра-Мадре-Оксиденталь. У 2010 році населення міста становило 104 836 осіб. Засноване іспанськими колоністами, місто називалося Сан-Хосе-дель-Парраль, але після здобуття незалежності назву було змінено на честь батька нації, Мігеля Ідальго-і-Костільї.

## Промисловість
У місті розвинута харчова та сталеливарна промисловість.

## Міста-побратими
- Санта-Фе, США
- Праяградж, Індія
- Калуш, Україна[2]